# Jean-Louis Bruguès
Jean-Louis Bruguès OP (ur. 22 listopada 1943 w Bagnères-de-Bigorre) – francuski duchowny rzymskokatolicki, arcybiskup ad personam, biskup diecezjalny Angers w latach 2000–2007, sekretarz Kongregacji ds. Edukacji Katolickiej w latach 2007–2012, Archiwista i Bibliotekarz Świętego Kościoła Rzymskiego w latach 2012–2018.

## Życiorys
22 czerwca 1975 otrzymał święcenia kapłańskie w zakonie dominikanów. Był m.in. asystentem prowincjała (1976-1980), przeorem klasztoru w Tuluzie (1980-1986), definitorem prowincjalnym oraz członkiem rady prowincjalnej (1984-1988), przeorem klasztoru w Bordeaux (1987-1990), przełożonym prowincji Tuluza (1995-1997) oraz wykładowcą teologii moralnej na Uniwersytecie we Fryburgu (1997-2000).

### Episkopat
20 marca 2000 Jan Paweł II mianował go biskupem diecezji Angers. Sakry biskupiej 30 kwietnia 2000 udzielił mu kardynał Pierre Eyt.
10 listopada 2007 został mianowany przez Benedykta XVI sekretarzem Kongregacji ds. Edukacji Katolickiej oraz został jednocześnie podniesiony do godności arcybiskupa.
26 czerwca 2012 został mianowany archiwistą Tajnych Archiwów Watykanu oraz bibliotekarzem Biblioteki Watykańskiej. Pełnił tę funkcję do 2018 roku.